# NGC 519
NGC 519 (również PGC 5182) – galaktyka eliptyczna (E), znajdująca się w gwiazdozbiorze Wieloryba. Odkrył ją Lewis A. Swift 20 listopada 1886 roku.